# Дитрих II фон Катленбург
Дитрих II фон Катленбург (на немски: Dietrich II von Katlenburg, † 21 януари 1085, Берка/Вера в Тюрингия) от род Удони, е от 1056 г. граф в Лизгау и Ритигау с наследствения чифлик Айнбек в Южна Долна Саксония. От 1075 г. той е пръв от рода си граф на Катленбург в саксонската територия.

## Биография
Той е единствен син на граф Дитрих I фон Катленбург († 1056) и на Бертрада от Холандия от род Герулфинги, дъщеря на граф Дитрих III от Холандия (Йерусалимски) († 1039).
Граф Дитрих има права да сече монети в Северна Германия. Той, или синът му, построява на бивша имперска територия замък Щауфенбург.
Дитрих е в ръководната група във въстанието на източносаксонските благородници против крал или император Хайнрих IV. През 1075 г. Дитрих II участва в битката при Хомбург на Унструт (9 юни 1075), но трябва да се подчини. През 1076 г. той успява да се спаси с Херман Билунг († 1086), като първи от затворените князе, и се връщщат в Саксония, където продължават борбата против крал Хайнрих IV. През януари 1085 г. в Герстунген започват преговори между Хайнрих и саксонците.
Грегорианците (привърженици на папа Григорий VII), се опитват да организират саксонците отново за боеве против Хайнрих. В близкия Берка Дитрих, Хилдесхаймския епископ Удо фон Глайхен-Райнхаузен († 1114) и неговият брат Конрад фон Райнхаузен († 1086) са обвинени от саксонците, че вече са на страната на императора. В разправията Дитрих и негов роднина със същото име са убити. Епископът и брат му Конрад успяват да избягат при императора и преминават на негова страна.
Около 1080 г. Дитрих II основава домашен манастир и църквата Св. Александър на своя наследствен чифлик в Айнбек. При разкопки в църквата през 1975 г. е открит неговият каменен гроб.

## Семейство и деца
Дитрих се жени за Гертруда от Брауншвайг (* ok. 1060, † 1117) от род Брунони, дъщеря на Екберт I († 1068), маркграф на Майсен и на Ирмгард от Суза, дъщеря на Оделрик Манфред II, маркграф на Торино (Ардуини). Двамата имат един син:
- Дитрих III от Катленбург (* 1075/1080, † 12 август 1106), последният граф на Катленбург, женен от 1100 г. за Аделе от Нортхайм (* 1090, † 1123), дъщеря на Куно фон Нортхайм († 1103), граф на Байхлинген.

След смъртта му вдовицата Гертруда се омъжва за Хайнрих Дебели от Графство Нортхайм († 1101) и след това за Хайнрих I от Майсен († 1103).